# Celui qu'on n'attendait plus
Celui qu'on n'attendait plus (Come Next Spring) est un film américain réalisé par R. G. Springsteen et sorti en 1956.

## Synopsis
Après douze ans d'absence, Matt Ballot, autrefois connu pour son caractère bagarreur et son alcoolisme, revient dans sa région. Il y retrouve sa femme Bess qui durant ce temps a continué à s'occuper de la ferme, en élevant ses deux enfants, Annie, une jeune fille qui a perdu l'usage de la parole à la suite d'un accident provoqué par Matt, et Abraham qui ne l'a jamais connu. Bess ne leur cache pas que cet inconnu est leur père. Matt, qui s'est acheté une conduite, désire rester, mais Bess est réticente. Annie et Abraham se sentent attirés vers Matt, qui, petit à petit, se rend indispensable. Aux alentours, la population accepte mal son retour, à l'exception de Canary et du vieux Jeffrey Storys…

## Fiche technique
- Titre : Come Next Spring
- Titre français : Celui qu'on n'attendait plus
- Réalisation : R. G. Springsteen
- Scénario : Montgomery Pittman
- Chef opérateur : Jack A. Marta (Trucolor)
- Musique : Max Steiner
- Décors : John McCarthy Jr., George Milo
- Costumes : Adele Palmer
- Production : Republic Pictures
- Durée : 92 minutes
- Date de sortie :
  -  États-Unis : 9 mars 1956

## Distribution
- Ann Sheridan : Bess Ballot
- Steve Cochran : Matt Ballot
- Walter Brennan : Jeffrey Storys
- Sherry Jackson : Annie
- Richard Eyer : Abraham
- Edgar Buchanan : Mr. Canary
- Sonny Tufts : Leroy Hightower
- James Westmoreland : Bob Storys
- Harry Shannon : Mr. Totter
- Mae Clarke : Myrtle
- Roscoe Ates : Shorty Wilkins
- Wade Ruby : Delbert Meaner
- James Best : Bill Jackson
- Dorothy Bernard : Tante Bessie
- Gail Bonney : Mrs Totter
- 'Snub' Pollard